# Spreeksleutel

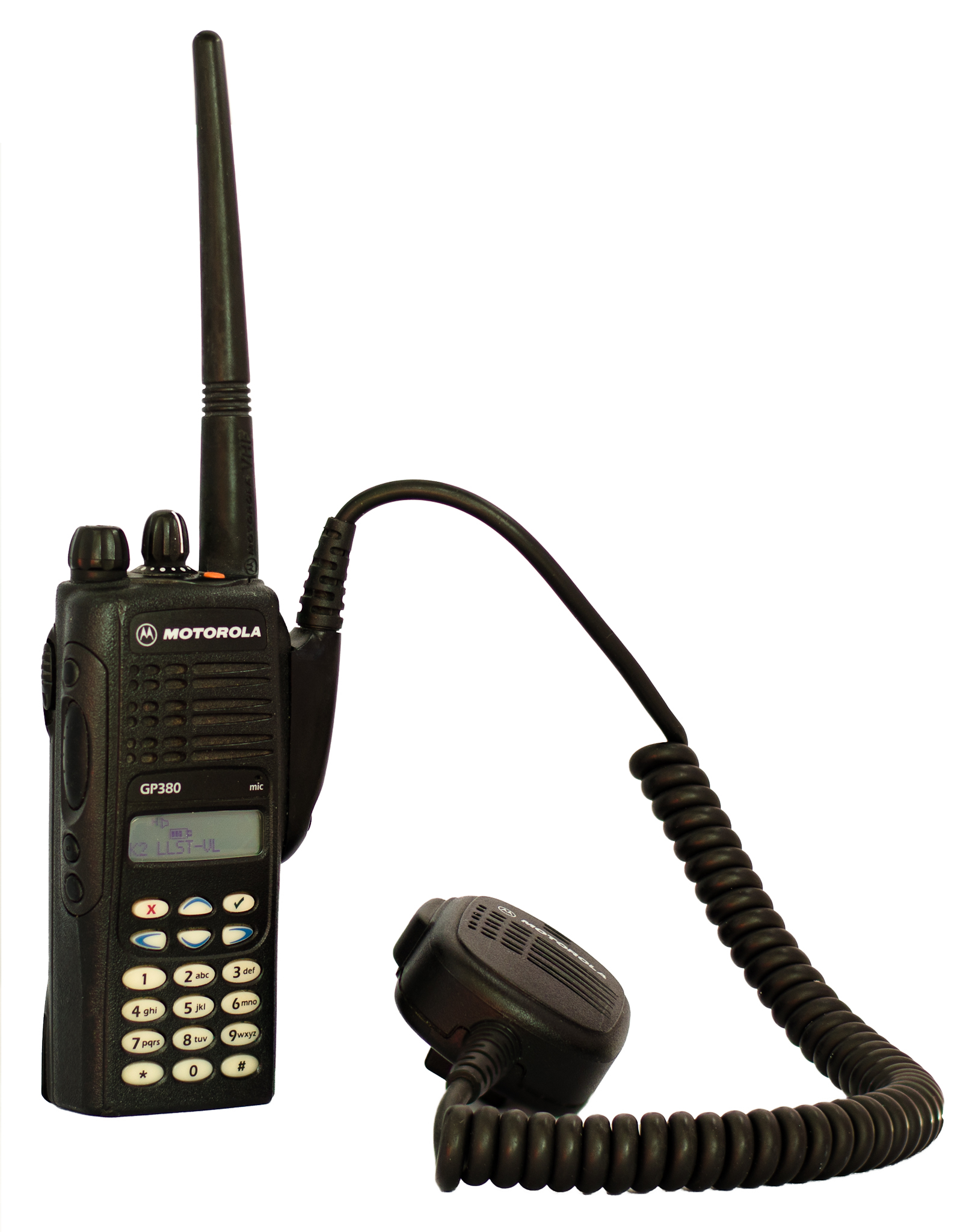
Een Motorola-portofoon met spreeksleutel

Een spreeksleutel is een communicatiemiddel dat kan worden aangesloten op een portofoon of mobilofoon. Het bevat een luidspreker en microfoon en is middels een kabel aan de portofoon verbonden. Bij het gebruik van een spreeksleutel hoeft men niet telkens de portofoon van de riem te verwijderen wanneer men gaat communiceren. Zo wordt de communicatie vereenvoudigd.
Evenals bij een portofoon bevindt zich op een spreeksleutel een zogenaamde zendknop die werkt volgens het half-duplex-systeem. Op het moment dat de knop is ingedrukt, is het niet mogelijk naar de andere gebruikers te luisteren. De andere gebruikers kunnen dan overigens ook niet zenden. 
Een spreeksleutel wordt meestal gedragen vlak bij mond en/of het oor, zodat de gebruiker de gezonden informatie kan horen en bovendien eenvoudig een bericht kan zenden. De meestgebruikte plaats is nabij de schouder (bijvoorbeeld aan de epaulet) of aan de kraag. Vaak wordt aan de spreeksleutel nog wel een oortje bevestigd of is deze er (in het geval van de zogenaamde surveillanceset) al permanent aan bevestigd. Een andere optie is het dragen van de spreeksleutel aan de boord van de mouw, zodat men de zendknop snel kan indrukken. Deze draagwijze wordt veelal gebruikt door persoonsbeveiligers.